# Sint-Isidoruskerk (Utrecht)
De Sint-Isidoruskerk is een voormalige rooms-katholieke parochiekerk gevestigd aan de Egginklaan 51 in de Nederlandse stad Utrecht. De kerk was gewijd aan Isidorus van Sevilla. In 1985 werd het kerkgebouw overgenomen door Barbara Uitvaartverzorging, en is het in gebruik genomen als rouwcentrum.

## Geschiedenis
De Isidoruskerk was de tweede katholieke kerk op Kanaleneiland. De Christus Koningkerk was in 1961 in gebruik genomen en de Wederkomst des Herenkerk zou een jaar later voltooid worden. Het ontwerp van de Isidoruskerk kwam van P.H.A. Starmans. Het is, net als de andere kerken op het eiland, een typische moderne kerk met veel beton en glas. Ze werd in 1964 ingewijd en in gebruik genomen. 
Na een aantal jaar nam de kerkgang ook hier af. Dit kwam naast de algehele ontkerkelijking ook door de verandering van de bevolkingssamenstelling in de wijk. Vanaf begin jaren tachtig werd er met de twee andere kerken overlegd over de toekomst. Dit resulteerde er in dat de Isidorus gesloten zou worden. Het gebouw werd echter overgenomen door Barbara Uitvaartverzorging. Zo bleef het van de sloop gespaard in tegenstelling tot de Christus Koningkerk. Als rouwcentrum is het nog steeds in gebruik.
Historische kerkgebouwen:
Sint-Augustinuskerk · Buurkerk · Sint-Catharinakathedraal · Domkerk · Doopsgezinde kerk · Geertekerk · Jacobikerk · Jacobuskerk · Janskerk · Kerkenkruis · Lutherse Kerk · Mariakerk · Maria Minor · Nicolaïkerk · Pieterskerk · Sint-Gertrudiskathedraal · Sint-Martinuskerk · Sint-Salvatorkerk · Sint-Willibrordkerk · Westerkerk

Overige kerkgebouwen:
Adventkerk · Bethelkerk · Blijde Boodschapkerk · Gerardus Majellakerk · Heilig Hartkerk · Holy Trinity Church · H. Johannes de Doper en H. Bernarduskerk · Johanneskerk · Mattheüskerk · Nieuwe Kerk · Sint-Aloysiuskerk ·Sint-Antoniuskerk · Sint-Dominicuskerk · Sint-Gertrudiskerk · Sint-Jacobuskerk · Sint-Josephkerk · Sint-Rafaëlkerk · Stefanuskerk · Tuindorpkerk · Wederkomst des Herenkerk · Wilhelminakerk · Willem de Zwijgerkerk

Deels gesloopte kerken:
Oranjekerk

Gesloopte kerken:
Christus Koningkerk · Begijnekerk · Heilig Kruiskapel · Johannes de Doperkerk  · Julianakerk · Lucaskerk · Onze-Lieve-Vrouw-van-Goede-Raadkerk · 
Onze-Lieve-Vrouw-ten-Hemelopnemingkerk · Oosterkerk · Sint-Bernarduskerk · Sint-Dominicuskerk (Walsteegkerk) · Sint-Ludgeruskerk · Sint-Monicakerk · Sint-Nicolaaskerk · Sint-Pauluskerk · Sint-Salvatorkerk · Vaartkerk · Zuiderkerk

Voormalige kerken:
Emmaüskerk · Noorderkerk · Leeuwenbergkerk · Sint-Isidoruskerk

Lijst van kerken in Utrecht